# La Liga de 1933–34
A La Liga de 1933–34 foi a sexta edição da Primeira Divisão da Espanha de futebol. Com 10 participantes, o campeão foi o Athletic Bilbao. Nessa edição não houve rebaixamentos para aumentar a quantidade de participantes na temporada seguinte, passando de 10 para 12.

## Classificação final
| Pos | Equipe         | J  | V  | E | D  | GM | GS | SG  | Pts |
| --- | -------------- | -- | -- | - | -- | -- | -- | --- | --- |
| 1   | Athletic Club  | 18 | 11 | 2 | 5  | 61 | 27 | 34  | 24  |
| 2   | Madrid FC      | 18 | 10 | 2 | 6  | 41 | 29 | 12  | 22  |
| 3   | Racing Club    | 18 | 9  | 1 | 8  | 38 | 39 | -1  | 19  |
| 4   | Betis Balompié | 18 | 9  | 1 | 8  | 29 | 36 | -7  | 19  |
| 5   | Donostia FC    | 18 | 7  | 4 | 7  | 29 | 33 | -4  | 18  |
| 6   | Oviedo FC      | 18 | 8  | 2 | 8  | 51 | 45 | 6   | 18  |
| 7   | Valencia FC    | 18 | 7  | 3 | 8  | 28 | 38 | -10 | 17  |
| 8   | CD Español     | 18 | 7  | 3 | 8  | 41 | 42 | -1  | 17  |
| 9   | FC Barcelona   | 18 | 8  | 0 | 10 | 42 | 40 | 2   | 16  |
| 10  | Arenas Club    | 18 | 3  | 4 | 11 | 18 | 49 | -31 | 10  |